# Owen Sound / Billy Bishop Regional Airport
Owen Sound / Billy Bishop Regional Airport är en flygplats i Kanada.   Den ligger i provinsen Ontario, i den sydöstra delen av landet, 400 km väster om huvudstaden Ottawa. Owen Sound / Billy Bishop Regional Airport ligger 301 meter över havet. Den ligger vid sjön Sheppard Lake.
Terrängen runt Owen Sound / Billy Bishop Regional Airport är lite kuperad. Närmaste större samhälle är Owen Sound, 8,8 km väster om Owen Sound / Billy Bishop Regional Airport.
Omgivningarna runt Owen Sound / Billy Bishop Regional Airport är en mosaik av jordbruksmark och naturlig växtlighet. Runt Owen Sound / Billy Bishop Regional Airport är det glesbefolkat, med 10 invånare per kvadratkilometer.